# Ottomar Maddison

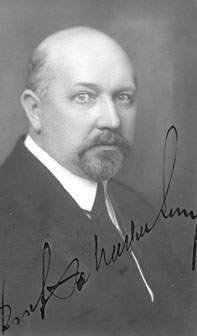
Ottomar Maddison

Ottomar Alexandrowitsch Maddison (russisch Оттмар Александрович Маддисон; * 19. Märzjul. / 31. März 1879greg. in Reval; † 30. Januar 1959 ebenda) war ein russisch-estnisch-sowjetischer Verkehrs- und Brücken-Bauingenieur und Hochschullehrer.

## Leben
Maddison studierte 1899–1906 in St. Petersburg am Institut für Verkehrsingenieure und lehrte dann dort ab 1909. Mit Andrei Pschenizki projektierte er ab 1912 die Palastbrücke in St. Petersburg, die 1916 im Ersten Weltkrieg ohne architektonischen Schmuck eröffnet wurde. Mit Nikolai Belelubsky projektierte er ab 1913 die Imperator-Eisenbahn- und Straßenbrücke über die Wolga bei Simbirsk, die 1916 eröffnet wurde. Maddison projektierte in dieser Zeit zwei Brücken über den Dnepr sowie Brücken in Alma-Ata über den Maschat, in Pawlodar über den Irtysch (1916–1917) und Brücken für andere Orte.
Nach der Oktoberrevolution verteidigte Maddison 1918 seine Doktor-Dissertation. 1920 wurde er Professor für Technische Mechanik. Auch lehrte er in St. Petersburg an der Ersten und Zweiten Polytechnischen und Militäringenieur-Akademie.
Maddison kehrte 1921 nach Reval in das nun selbständige Estland zurück und lehrte an der dortigen Ingenieurschule. Auch lehrte er 1930–1936 an der Universität 'Dorpat. 1935 wurde er Professor für Mechanik und Metallkonstruktionen. Auch beschäftigte er sich mit Problemen der Werkstoffkunde.
Neben seiner Lehrtätigkeit war Maddison Vorsitzender des Rats der Nationalen Ölschiefer-Industrie (1927–1931), Mitglied des Revaler Stadtrats (1927–1934) und Mitglied des Ingenieurrats und des Kontrollrats des ständigen Komitees der Assoziation für Brücken und Hochbau.
Als in Reval aus der Ingenieurschule 1936 das Technische Institut mit Universitätsstatus entstand, wurde Maddison dort Professor und blieb es während des Deutsch-Sowjetischen Kriegs und danach in der Estnischen Sozialistischen Sowjetrepublik (SSR) bis zu seiner Pensionierung 1950. Er wurde 1945 als Verdienter Wissenschaftler der Estnischen SSR geehrt. 1946 wurde er zum Vollmitglied der Akademie der Wissenschaften der Estnischen SSR gewählt. Das Präsidium des Obersten Sowjets widerrief 1950 die Ehrung als Verdienter Wissenschaftler der Estnischen SSR, um 1956 den Titel wieder zuzuteilen.

## Ehrungen
- Russischer Orden der Heiligen Anna III. Klasse[1]
- Sankt-Stanislaus-Orden III. Klasse
- Orden des weißen Sterns III. Klasse
- Orden des Adlerkreuzes III. Klasse